# Joyeuxiella gervaisi
Joyeuxiella gervaisi ist ein Bandwurm, der im Dünndarm von Katzen auftritt. Die Art wurde in einer Revision der Gattung Joyeuxiella von Jones (1983) noch als fraglich (species inquirenda) eingestuft. Nach einer Studie aus dem Jahr 2023 von Schuster und Mitarbeitern wird er jedoch der Gattung zugeschrieben und J. fuhrmanni (Baer, 1924) als jüngeres Synonym  betrachtet. Ein weiteres Synonym ist J. paucitestis (Mettrick & Beverley-Burton, 1961). Der Parasit wurde 1895 erstmals bei einer Äthiopischen Ginsterkatze in Eritrea nachgewiesen und als Dipylidium gervaisi bezeichnet. 1924 wurde der Bandwurm bei einem südafrikanischen Serval gefunden. Von 1930 stammt ein Fund bei einer Fischkatze und einem Fleckenmusang im Zoo von Kalkutta. 2009 und 2016 wurde er bei Wildkatzen in Dubai beschrieben.

## Morphologie
Adulte Würmer sind 30 bis 60 mm lang. Der Bandwurmkopf (Scolex) hat vier ovale, unbewaffnete Saugnäpfe. Das Rostellum ist 205 bis 225 µm lang und 205 bis 225 µm breit und trägt 10 bis 12 rosendornartige Hakenreihen. Die reifen Bandwurmglieder sind bis zu 1,2 mm breit. Die Segmente 11 bis 25 enthalten Vorstufen der Geschlechtsorgane (Eierstock und Vas deferens), in den folgenden 2 bis 3 Gliedern treten Hoden auf. Die trichterförmigen Genitalporen sind 30–78 µm breit und 31–69 µm tief. Gravide Glieder sind länger als breit und 2,1–4 × 0,84–1,170 mm groß. Die Genitalporen befinden sich im ersten Viertel. Die 28 bis 38 runden Hoden haben einen Durchmesser von 50 bis 70 µm. Die Vasa deferentia befinden sich im vorderen Bereich des Bandwurmglieds und sind stark gewunden. Das Begattungsorgan (Cirrus) ist 150–240 × 75–120 µm groß, mit einer nach vorn gerichteten Basis. Die fächerartigen Ovarien liegen hinter und median des Cirrus. Die spindelförmigen Samenbehälter sind 75–130 × 25–60 µm groß und liegen zwischen den Eierstock-Lappen. Die Dotterdrüsen sind rund, oval oder nierenförmig. Die Vagina hat einen Durchmesser wie der Cirrus und mündet hinter diesem.
Von Joyeuxiella echinorhynchoides kann er anhand der kürzeren und zahlenmäßig geringeren Haken am Rostellum unterschieden werden. Gegenüber Joyeuxiella pasqualei ist J. gervaisi kürzer und die Segmente enthalten weniger Hoden.

## Lebenszyklus
Als Zwischenwirt fungieren kotfressende Käfer. Diese werden direkt oder über Transportwirte (Reptilien und kleine Säugetiere) aufgenommen.